# Дејан Јечменица
Дејан Јечменица (Чачак, 1982) српски је историчар и професор Филозофског факултета у Београду.

## Биографија
Рођен је у Чачку 1982. године. У родном граду завршио је Гимназију са одличним успехом. Дипломирао је 2006. године на Филозофском факултету у Београду, као студент генерације са просечном оценом 9,68. Докторирао је 2013. са дисертацијом "Стефан Душан и Дубровник" на истом факултету. Тренутно је ванредни професор на предмету Историја српског народа у средњем веку са историјском географијом и старословенским језиком. Поред тога, обавља и функцију уредника часописа Стари
српски архив. Био је секретар редакције часописа Грађа о прошлости Босне, који је покренут у Републици Српској 2008. Као истраживач је ангажован на Пројекту Српско средњовековно друштво у писаним изворима, који финансира Министарство просвете, науке и технолошког развоја. Од октобра 2017. године је руководилац истог пројекта. Сматра се једним од највећих стручњака на пољу средњовековне српске дипломатике.

## Докторска дисертација
- Стефан Душан и Дубровник, Београд 2012, 473 листа, илустр.

## Књиге и радови
- Србија у дубровачким тестаментима: 1414-1436, Београд 2016, 309 страна, илустр, коаутор Андрија Веселиновић.

- Немањићи другог реда, Београд 2018, 217 страна, илустр.

Осим тога, објавио је још и око четрдесет научних радова у домаћим и страним публикацијама, међу којима и више саопштења са домаћих и међународних научних конференција, а уз то и већи број одредница у лексикографским публикацијама водећег националног значаја (Српски биографски речник, Српска енциклопедија и Енциклопедија Републике Српске).

## Научни чланци
- Разрешна повеља краља Стефана Душана за Павла и Франа Растића : Приштина [пре 21. фебруара 1340]. Стари српски архив, ISSN 1451-3072, 2016, књ. 15, стр. 19-27, илустр.
- Писмо жупана Милтена и Ружира којим позивају Дубровчане на станак : [1336, око 23. октобра]. Стари српски архив, ISSN 1451-3072, 2015, књ. 14, стр. 9-21.
- Повеља краља Стефана Твртка I Дубровнику : Жрновница, 1378, април 10, Трстивница, 1378, јун 17. Стари српски архив, ISSN 1451-3072, 2015, књ. 14, стр. 115-142.
- Никола Бућа и Дубровник. Godišnjak Pomorskog muzeja u Kotoru, ISSN 0454-4579, 2011-2012 (шт. 2014), год. 59-60, том 1, стр. 329-349.
- Две разрешене повеље краља Стефна Душана за Дубровчане Марина, Миху и Живу Бунића, закупце царина у Зети и Призрену : Неродимља, 1340, 10. септембар, Призрен, 1341, 30. септембар. Стари српски архив, ISSN 1451-3072, 2014, књ. 13, стр. 65-78.
- О времену увођења младог краља Стефана Душана у управне надлежности у Зети. Архивски записи, ISSN 0353-7404, 2012 (шт. 2013), год. 19, бр. 2, стр. 155-166.
- Повеља цара Стефана Душана за Дубровчанина Мароја Гучетића : под Бером, 1355, 5. децембар. Стари српски архив, ISSN 1451-3072, 2013, књ. 12, стр. 67-78.
- Писмо бана Стефана II којим позива дубровачке трговце да слободно тргују у Босни : пре 22. новембра 1351. године. Грађа о прошлости Босне, ISSN 1840-3778, 2012, 5, стр. 27-31.
- Хрисовуља цара Стефана Душана Дубровчанима са два пратећа акта : Ново Брдо, 1349, септембар 20. Стари српски архив, ISSN 1451-3072, 2012, књ. 11, стр. 33-58.
- Повеља бана Твртка кнезу Влатку Вукославићу : 1357, после 14. марта. Грађа о прошлости Босне, ISSN 1840-3778, 2011, књ. 4, стр. 9-19.
- Повеља бана Твртка кнезу Павлу Вукославићу : 1367. године. Грађа о прошлости Босне, ISSN 1840-3778, 2011, књ. 4, стр. 21-29.
- Повеља краља Стефана Душана Дубровчанима о трговини : [крај 1331]. Стари српски архив, ISSN 1451-3072, 2011, књ. 10, стр. 17-28.
- Стонска повеља бана Стефана II Котроманића : под Сребреником, 1333, фебруар 15. Грађа о прошлости Босне, ISSN 1840-3778, 2010, књ. 3, стр. 29-46.
- Повеља и писмо бана Твртка Општини дубровачкој о разрешењу рачуна Климе Држића и Бисте Бунића : (I) Ђаково, 1355, 13. фебруар, (II) [Босна], 1355, пре 20. септембра. Грађа о прошлости Босне, ISSN 1840-3778, 2010, књ. 3, стр. 47-61.
- Прва стонска повеља краља Стефана Душана : Полог, 1333, јануар 22. Стари српски архив, ISSN 1451-3072, 2010, књ. 9, стр. 25-50.
- Друга стонска повеља краља Стефана Душана : Добрушта, 1334, мај 19. Стари српски архив, ISSN 1451-3072, 2010, књ. 9, стр. 51-61.
- Повеља банице Јелисавете и бана Стефана II кнезу Вукцу Хрватинићу : Рибичи, око 1326-1329, новембар 25. Грађа о прошлости Босне, ISSN 1840-3778, 2009, књ. 2, стр. 11-23, илуст.
- Два писма краља Стефана Твртка I о дугу сребреничког цариника Драгоја Бенвенутића : (I) 1388, пре 18. септембра : (II) 1389, пре 19. маја. Грађа о прошлости Босне, ISSN 1840-3778, 2009, књ. 2, стр. 53-62.
- Разрешница краља Стефана Душана за дубровачко трговачко друштво Вукасовић-Лукаревић-Гучетић : [средина 1332 - пре 18. фебруара 1334]. Стари српски архив, ISSN 1451-3072, 2009, књ. 8, стр. 37-44.
- Две разрешнице краља Стефана Душана за Дубровчанина Домању Менчетића са браћом : (I) пре 2. марта 1334. : (II) Неродимља, 1339, пре 8. августа. Стари српски архив, ISSN 1451-3072, 2009, књ. 8, стр. 45-55.
- Две разрешнице краља Стефана Душана за Дубровчанина Домању Менчетића са браћом : (I) пре 2. марта 1334. : (II) Неродимља, 1339, пре 8. августа. Стари српски архив, ISSN 1451-3072, 2009, књ. 8, стр. 45-55.
- Два писма бана и краља Твртка I Дубровчанима о Стонском дохотку. Грађа о прошлости Босне, ISSN 1840-3778, 2008, књ. 1, стр. 37-52.
- Пет писама краља Твртка I Дубровчанима о Светодмитарском дохотку и могоришу. Грађа о прошлости Босне, ISSN 1840-3778, 2008, књ. 1, стр. 53-74.
- Писмо краља Стефана Уроша III о разрешењу рачуна Дубровчанина Паскоја Гучетића : 27. јун 1325 - 19. април 1326. Стари српски архив, ISSN 1451-3072, 2008, књ. 7, стр. 27-35.
- Разрешница краља Стефана Уроша III Дечанског за Дубровчанина Луку Лукаревића : Штимља, 1326, 11. јануар. Стари српски архив, ISSN 1451-3072, 2008, књ. 7, стр. 37-49.